# Herman Schultz (Astronom)

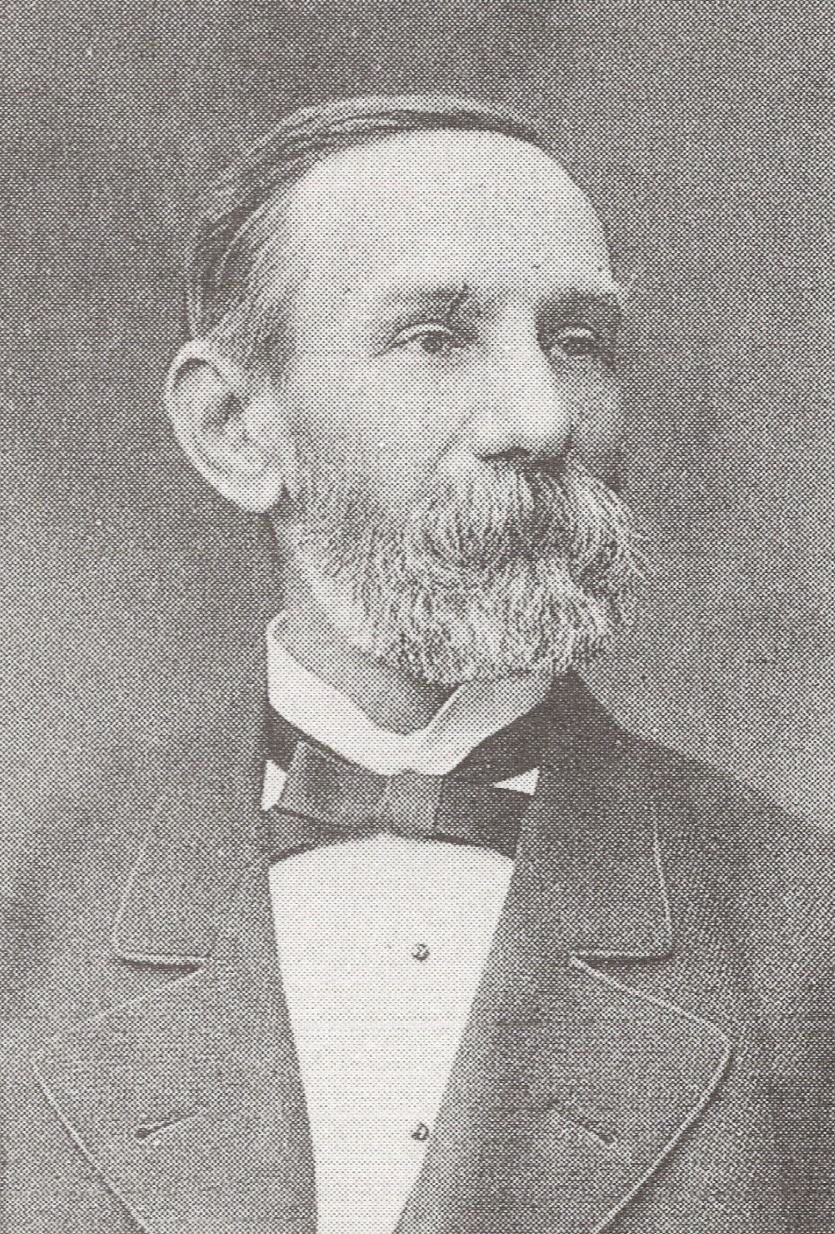
Herman Schultz (Aufnahme zwischen 1870/1885)

Per Magnus Herman Schultz (* 7. Juli 1823 in Nykvarn, Södermanland; † 8. Mai 1890 in Stockholm) war ein schwedischer Astronom.

## Leben
Er wurde 1878 Professor für Astronomie an der Universität Uppsala und Direktor der Sternwarte Uppsala. Er entdeckte 13 Objekte des NGC-Katalogs. Schultz wurde 1873 Mitglied der Königlichen Gesellschaft der Wissenschaften in Uppsala sowie 1875 Mitglied der Königlich Schwedischen Akademie der Wissenschaften.
Er heiratete 1860 Charlotte Klara Amalie Steinheil (* 26. April 1841), eine Tochter des Astronomen Carl August von Steinheil.